# 本部半島
座標: 北緯26度40分00秒 東経127度56分00秒 / 北緯26.66667度 東経127.93333度
本部半島（もとぶはんとう）は、沖縄本島北部から東シナ海に突き出した半島。南の名護湾と北の羽地内海に挟まれており、北西方向に伸びた半島となっている。幅約4km-7km、長さ約12km。山地であり、平野部は少ない。最高所の標高は八重岳の453m。

## 地理

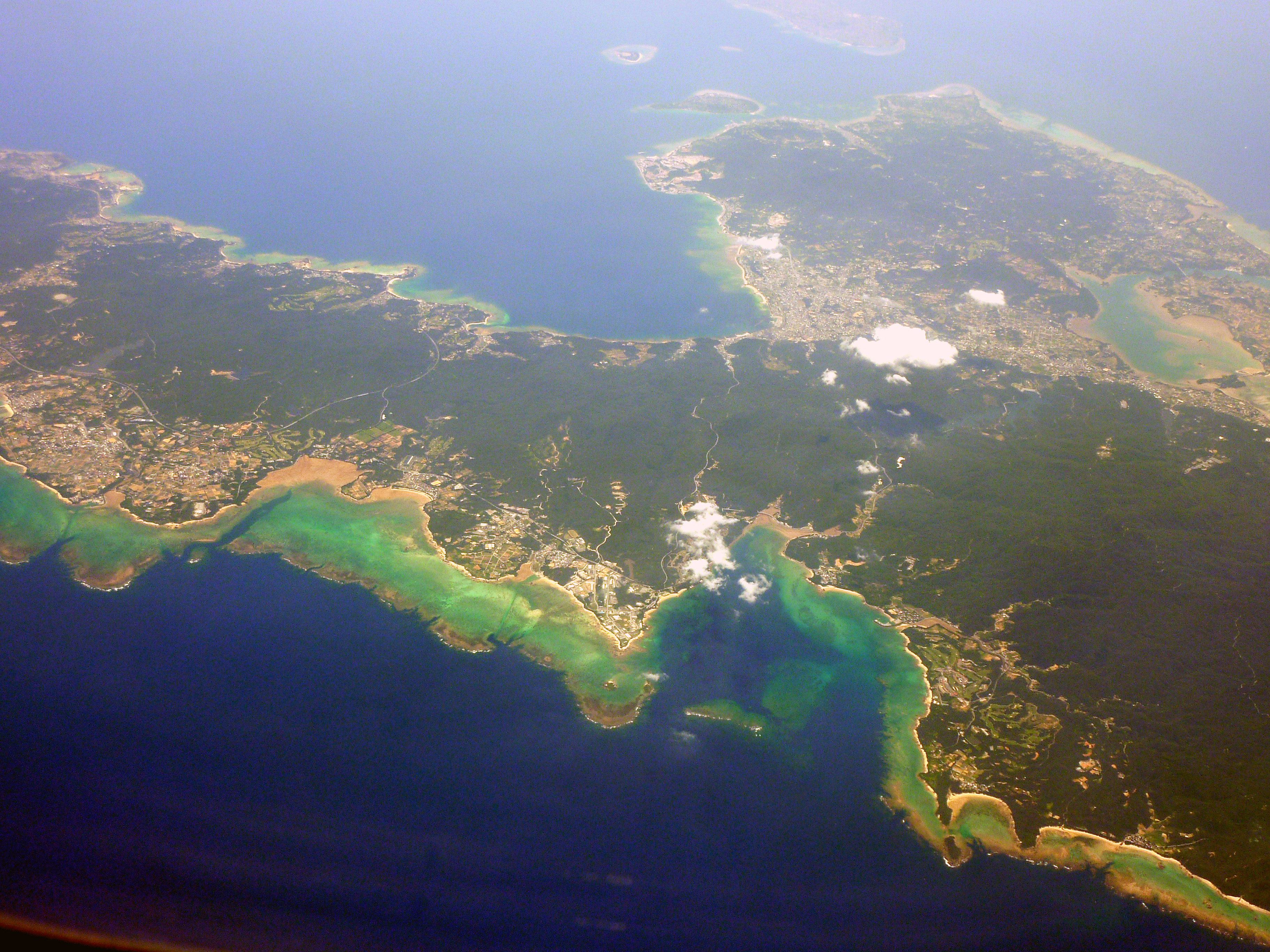
沖縄本島北部の空中写真。右奥に本部半島が見える。

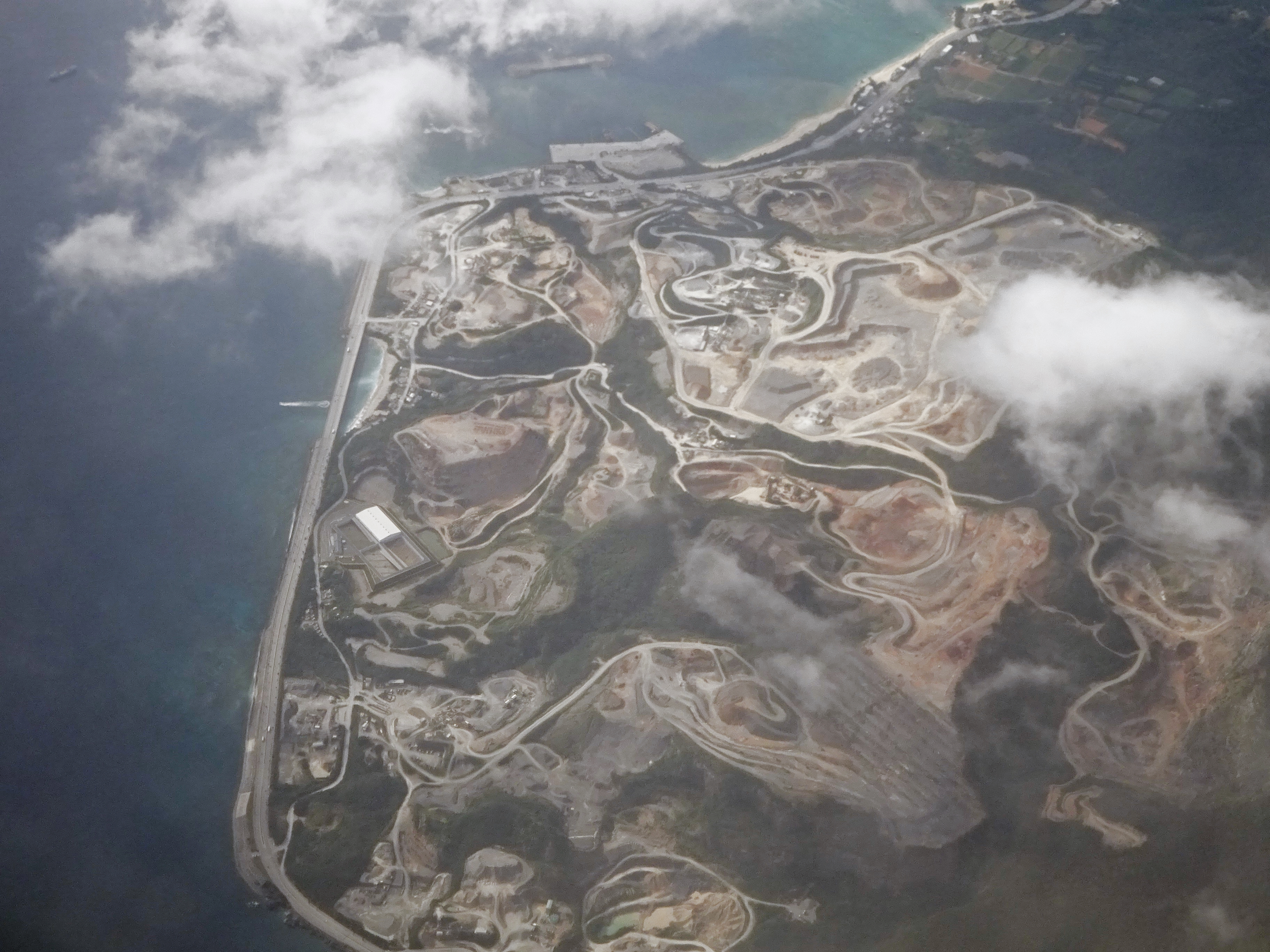
名護市安和鉱山（石灰石採取場）

本部半島に含まれる行政地域は、本部町、今帰仁村、名護市の一部である。天気予報のエリアは沖縄本島北部で、警報・注意報の2次区分地域エリアは伊江村も含め名護地区となっている。

### 地形
- 八重岳
- 嘉津宇岳
- 安和岳
- 乙羽岳
- 本部半島カルスト地域

### 河川
- 大井川
- 塩川（国の天然記念物）
- 志慶真川
- 西屋部川
- 満名川
- 屋部川

### 周辺離島
- 伊江島
- 古宇利島
- 瀬底島
- 水納島

## 施設

### 観光地
- 沖縄記念公園(海洋博公園)
  - 沖縄美ら海水族館
  - 熱帯亜熱帯都市緑化植物園
  - 熱帯ドリームセンター
  - 琉宮城蝶々園
- 今帰仁城(世界遺産)
- ナゴパイナップルパーク
- ネオパーク・オキナワ(名護自然動植物公園)
- やんばる亜熱帯園

### ビーチ
- ウッパマビーチ
- エメラルドビーチ(海洋博公園内)
- 塩川ビーチ
- 長浜ビーチ
- 21世紀の森ビーチ

### 寺院
- 安和神社
- 伊豆味神社
- 仏心寺
- 山入端御嶽

## 交通

### 道路
国道
- 国道58号（本部半島はこの路線より西側をさすことが多い）
  - 国道58号名護バイパス
  - 伊差川バイパス
- 国道449号
  - 国道449号名護バイパス
  - 本部南道路
- 国道505号

県道
- 本部循環線（主要地方道）
（現在の国道449号全線と505号の大半の区間の道路通称名。国道昇格前の県道はこの名称が路線名だった。県道区間は県道91号となっている）
- 沖縄県道71号名護宜野座線（主要地方道）
- 沖縄県道72号名護運天港線（主要地方道）
- 沖縄県道84号名護本部線（主要地方道）
- 沖縄県道114号線
- 沖縄県道115号線
- 沖縄県道123号線
- 沖縄県道172号瀬底健堅線
- 沖縄県道219号渡久地港線
- 沖縄県道244号渡久地山入端線
- 沖縄県道248号屋我地仲宗根線（屋我地島とを結ぶワルミ大橋が2010年12月18日開通）

### 路線バス
いずれも名護バスターミナルより琉球バス交通・沖縄バスが共同運行で運行している。
- 65番・本部半島線（渡久地廻り・国道449号→国道505号を通るルート）
- 66番・本部半島線（今帰仁廻り・国道505号→国道449号を通るルートで65番とは逆ルートとなる）
- 70番・備瀬線
- 76番・瀬底線

※参考：バスマップ沖縄

### 港湾
- 本部港
- 渡久地港
- 新里港
- 運天港